# بايساندو
بايساندو (بالإسبانية: Paysandú)‏ هي مدينة تابعه لبلدية بايساندو الأوروجيانية ويبلغ عدد سكانها نحو 76,412 نسمة.

## المناخ
يظهر الجدول التالي التغييرات المناخية على مدار السنة لبايساندو:
| البيانات المناخية لـبايساندو                                                                     | البيانات المناخية لـبايساندو | البيانات المناخية لـبايساندو | البيانات المناخية لـبايساندو | البيانات المناخية لـبايساندو | البيانات المناخية لـبايساندو | البيانات المناخية لـبايساندو | البيانات المناخية لـبايساندو | البيانات المناخية لـبايساندو | البيانات المناخية لـبايساندو | البيانات المناخية لـبايساندو | البيانات المناخية لـبايساندو | البيانات المناخية لـبايساندو | البيانات المناخية لـبايساندو |
| الشهر                                                                                            | يناير                        | فبراير                       | مارس                         | أبريل                        | مايو                         | يونيو                        | يوليو                        | أغسطس                        | سبتمبر                       | أكتوبر                       | نوفمبر                       | ديسمبر                       | المعدل السنوي                |
| ------------------------------------------------------------------------------------------------ | ---------------------------- | ---------------------------- | ---------------------------- | ---------------------------- | ---------------------------- | ---------------------------- | ---------------------------- | ---------------------------- | ---------------------------- | ---------------------------- | ---------------------------- | ---------------------------- | ---------------------------- |
| الدرجة القصوى °م (°ف)                                                                            | 44.0 (111.2)                 | 42.4 (108.3)                 | 39.4 (102.9)                 | 36.0 (96.8)                  | 33.0 (91.4)                  | 29.2 (84.6)                  | 30.6 (87.1)                  | 32.8 (91.0)                  | 36.4 (97.5)                  | 38.0 (100.4)                 | 41.5 (106.7)                 | 41.9 (107.4)                 | 44.0 (111.2)                 |
| متوسط درجة الحرارة الكبرى °م (°ف)                                                                | 32.0 (89.6)                  | 30.1 (86.2)                  | 28.5 (83.3)                  | 24.1 (75.4)                  | 20.2 (68.4)                  | 17.1 (62.8)                  | 17.0 (62.6)                  | 19.2 (66.6)                  | 20.7 (69.3)                  | 24.1 (75.4)                  | 27.0 (80.6)                  | 30.0 (86.0)                  | 24.2 (75.6)                  |
| المتوسط اليومي °م (°ف)                                                                           | 25.2 (77.4)                  | 24.0 (75.2)                  | 22.6 (72.7)                  | 18.7 (65.7)                  | 15.1 (59.2)                  | 12.4 (54.3)                  | 11.9 (53.4)                  | 13.6 (56.5)                  | 15.0 (59.0)                  | 18.2 (64.8)                  | 20.8 (69.4)                  | 23.4 (74.1)                  | 18.4 (65.1)                  |
| متوسط درجة الحرارة الصغرى °م (°ف)                                                                | 18.4 (65.1)                  | 17.8 (64.0)                  | 16.6 (61.9)                  | 13.4 (56.1)                  | 10.1 (50.2)                  | 7.6 (45.7)                   | 6.9 (44.4)                   | 8.1 (46.6)                   | 9.3 (48.7)                   | 12.3 (54.1)                  | 14.5 (58.1)                  | 16.8 (62.2)                  | 12.6 (54.7)                  |
| أدنى درجة حرارة °م (°ف)                                                                          | 7.8 (46.0)                   | 3.2 (37.8)                   | 3.2 (37.8)                   | 0.0 (32.0)                   | −2.6 (27.3)                  | −7.4 (18.7)                  | −6.6 (20.1)                  | −4.0 (24.8)                  | −3.4 (25.9)                  | 0.6 (33.1)                   | 2.3 (36.1)                   | 4.8 (40.6)                   | −7.4 (18.7)                  |
| الهطول مم (إنش)                                                                                  | 106.1 (4.18)                 | 125.5 (4.94)                 | 137.8 (5.43)                 | 158.8 (6.25)                 | 102.0 (4.02)                 | 68.3 (2.69)                  | 56.1 (2.21)                  | 55.3 (2.18)                  | 71.5 (2.81)                  | 121.3 (4.78)                 | 123.1 (4.85)                 | 112.9 (4.44)                 | 1٬238٫6 (48.76)              |
| متوسط أيام هطول الأمطار (≥ 1.0 mm)                                                               | 6                            | 6                            | 7                            | 6                            | 6                            | 5                            | 6                            | 5                            | 6                            | 7                            | 6                            | 6                            | 72                           |
| متوسط الرطوبة النسبية (%)                                                                        | 62                           | 67                           | 70                           | 75                           | 77                           | 78                           | 74                           | 72                           | 71                           | 70                           | 67                           | 63                           | 71                           |
| ساعات سطوع الشمس الشهرية                                                                         | 285.2                        | 226.0                        | 232.5                        | 198.0                        | 186.0                        | 153.0                        | 173.6                        | 192.2                        | 201.0                        | 229.4                        | 255.0                        | 279.0                        | 2٬610٫9                      |
| ساعات سطوع الشمس اليومية                                                                         | 9.2                          | 8.0                          | 7.5                          | 6.6                          | 6.0                          | 5.1                          | 5.6                          | 6.2                          | 6.7                          | 7.4                          | 8.5                          | 9.0                          | 7.2                          |
| المصدر #1: Instituto Nacional de Investigación Agropecuaria                                      |                              |                              |                              |                              |                              |                              |                              |                              |                              |                              |                              |                              |                              |
| المصدر #2: Dirección Nacional de Meteorología (precipitation days 1961–1990, extremes 1937–1994) |                              |                              |                              |                              |                              |                              |                              |                              |                              |                              |                              |                              |                              |

## توأمة
لبايساندو اتفاقيات توأمة مع كل من:
- إيين [9]
- موسكاتاين
- السمارة

## أعلام
- لويس كوبيلا
- والتر غارغانو
- إدواردو فرانكو
- إيغيديو أريفالو ريوس
- ماكسي غوميز
- نيكولاس لوديرو
- لياندرو غوميز

## مواقع خارجية
- Paysandú Portal
- Tourist information for nearby Thermal Baths of Guaviú and Almirón
- INE map of Paysandú and San Félix